# Sauensiek
Sauensiek (plattdeutsch Sounsiek) ist eine Gemeinde im Süden des Landkreises Stade in Niedersachsen bei Hamburg.

## Geografie

### Geografische Lage
In der Gemeinde Sauensiek liegt mit dem Litberg die höchste Erhebung im Landkreis Stade. Er hat eine Höhe von 65 m über dem Meeresspiegel und ist als Landschaftsschutzgebiet ausgewiesen.

### Nachbargemeinden
Im Norden der Gemeinde Sauensiek befinden sich die Gemeinden Beckdorf und Apensen, die ebenfalls zur Samtgemeinde Apensen gehören. Im Westen grenzt die Gemeinde Sauensiek an die Samtgemeinde Harsefeld mit den Gemeinden Ahlerstedt und Harsefeld. Im Osten beginnt der Landkreis Harburg. Die Nachbargemeinden Regesbostel, Holvede und Halvesbostel liegen alle in der Samtgemeinde Hollenstedt. Im Süden findet sich der Landkreis Rotenburg (Wümme). Hier grenzen die Gemeinden Wohnste und Vierden (beide Samtgemeinde Sittensen) an die Gemeinde Sauensiek.

### Gemeindegliederung
Sauensiek setzt sich aus drei Gemeindeteilen zusammen. Neben dem Hauptort Sauensiek, zu dem auch Löhe, Bredenhorn und Bockhorst gehören, sind dies die Dörfer Wiegersen und Revenahe-Kammerbusch.

## Eingemeindungen
Am 1. Juli 1972 wurden die Gemeinden Revenahe und Wiegersen eingegliedert.

## Politik

### Gemeinderat
Der Rat der Gemeinde Sauensiek setzt sich aus 13 Mitgliedern zusammen. Die Ratsmitglieder werden durch eine Kommunalwahl für jeweils fünf Jahre gewählt.
Die vergangenen Gemeinderatswahlen ergaben folgende Sitzverteilungen:
| Wahljahr | CDU                                                                | Grüne | SPD | FWG | Gesamt   |
| 2021     | 8                                                                  | 2     | 2   | 1   | 13 Sitze |
| 2016     | 8                                                                  | 2     | 2   | 1   | 13 Sitze |
| 2011     | 7                                                                  | 3     | 2   | 1   | 13 Sitze |
|          | __________________________ FWG: Freie Wählergemeinschaft Sauensiek |       |     |     |          |

### Wappen
Die Gemeinde Sauensiek führt kein Wappen.

## Kultur und Sehenswürdigkeiten

### Theater
In Sauensiek gibt es eine örtliche Theatergruppe, die regelmäßig Stücke aufführt.

### Musik
Der Schützenverein Sauensiek unterhält einen Spielmannszug, der nicht nur auf dem Sauensieker Schützenfest anzutreffen ist, sondern auch andere Schützenvereine musikalisch begleitet.

### Bauwerke
In Wiegersen befindet sich das alte Rittergut Wiegersen.

### Sport
In allen Orten gibt es Fußballplätze, zum Teil auch Volleyballplätze. In Sauensiek befindet sich im Dorfgemeinschaftshaus ein Gymnastikraum, der von Sportvereinen genutzt werden kann. Zudem findet man in Sauensiek das Naturbad, das vom „Förderverein Naturbad“ betrieben wird. Der „Förderverein Sport Wiegersen“, ehemals eine Sparte des „Fördervereins Kornscheune“, unterhält die Sporthalle in Wiegersen, die ebenfalls für Vereine der Gemeinde zur Verfügung steht. Seit 2019 gibt es ein Flag-Football-Team. 

## Wirtschaft und Infrastruktur

### Verkehr
- Straße: Durch Sauensiek führt die Landesstraße 130. Sie dient auch als Zubringer für die Autobahn 1. Kammerbusch wird von der Landesstraße 127 durchquert.
- Eisenbahn: Der nächstgelegene Bahnhof liegt im 7 km entfernten Apensen. In Buxtehude (14 km) gibt es einen S-Bahn-Anschluss. Bis 1968 gab es auch in Beckdorf (3 km von Sauensiek entfernt) einen Bahnhof an der Bahnstrecke Buchholz – Hollenstedt – Harsefeld.
- Bus: Sauensiek ist über drei Buslinien an Buxtehude angebunden. Zusätzlich gibt es Schülerverkehr zu den Schulen in Wiegersen, Harsefeld und Apensen.

### Öffentliche Einrichtungen
In der Gemeinde gibt es in Sauensiek und Revenahe zwei Kindergärten. In Sauensiek befindet sich zudem das Dorfgemeinschaftshaus, das von Gruppen und Vereinen genutzt werden kann. Die Kornscheune in Sauensiek ist ein Jugendtreff und wird vom Förderverein Kornscheune mitfinanziert.

### Bildung
In Wiegersen befindet sich die Grundschule der Gemeinde. Die Haupt- und Realschule kann in Apensen besucht werden. Das Gymnasium für die Kinder aus der Gemeinde Sauensiek befindet sich in Harsefeld. Berufsbildende Schulen findet man in Buxtehude und Stade.

## Persönlichkeiten, die mit der Gemeinde in Verbindung stehen
Carl Friedrich Gauß vermaß ab 1821 das Königreich Hannover, wobei er den Sauensieker Litberg als Erhebung im norddeutschen Flachland nutzte. Später wurde die Gaußsche Landesaufnahme auf der Rückseite der vierten Serie des 10-D-Mark-Scheines unter Nennung des Litberges dokumentiert.